# Senato (Madagascar)
Il Senato del Madagascar (in malgascio Antenimierandoholona, in francese Sénat de Madagascar) è la camera alta del Parlamento del Madagascar. Essa è affiancata dall’Assemblea nazionale, che svolge il ruolo di camera bassa.

## Composizione e poteri
Il Senato è composto da 18 senatori, aventi mandato quinquennale. Dodici di loro rappresentano le Province del Madagascar, mentre sei sono nominati dal Presidente della Repubblica e compongono il potere legislativo del paese, esercitato appunto dall’Assemblea (che è, tra le due, la camera debole), poiché essa ha, oltre al compito generico di legiferare, quello di semplice organo consultivo.